# 葡萄色2号

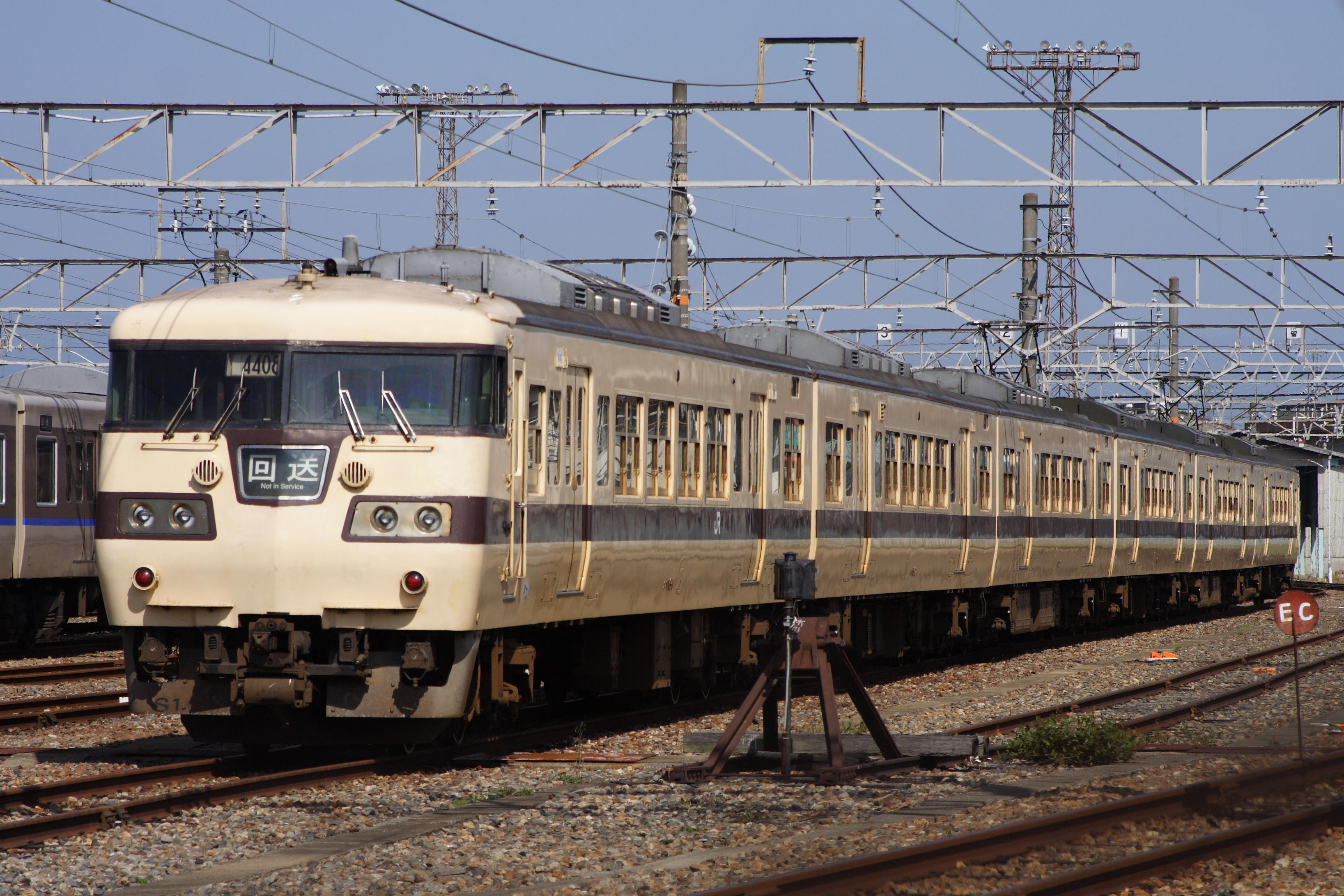
117系葡萄色2號色帶

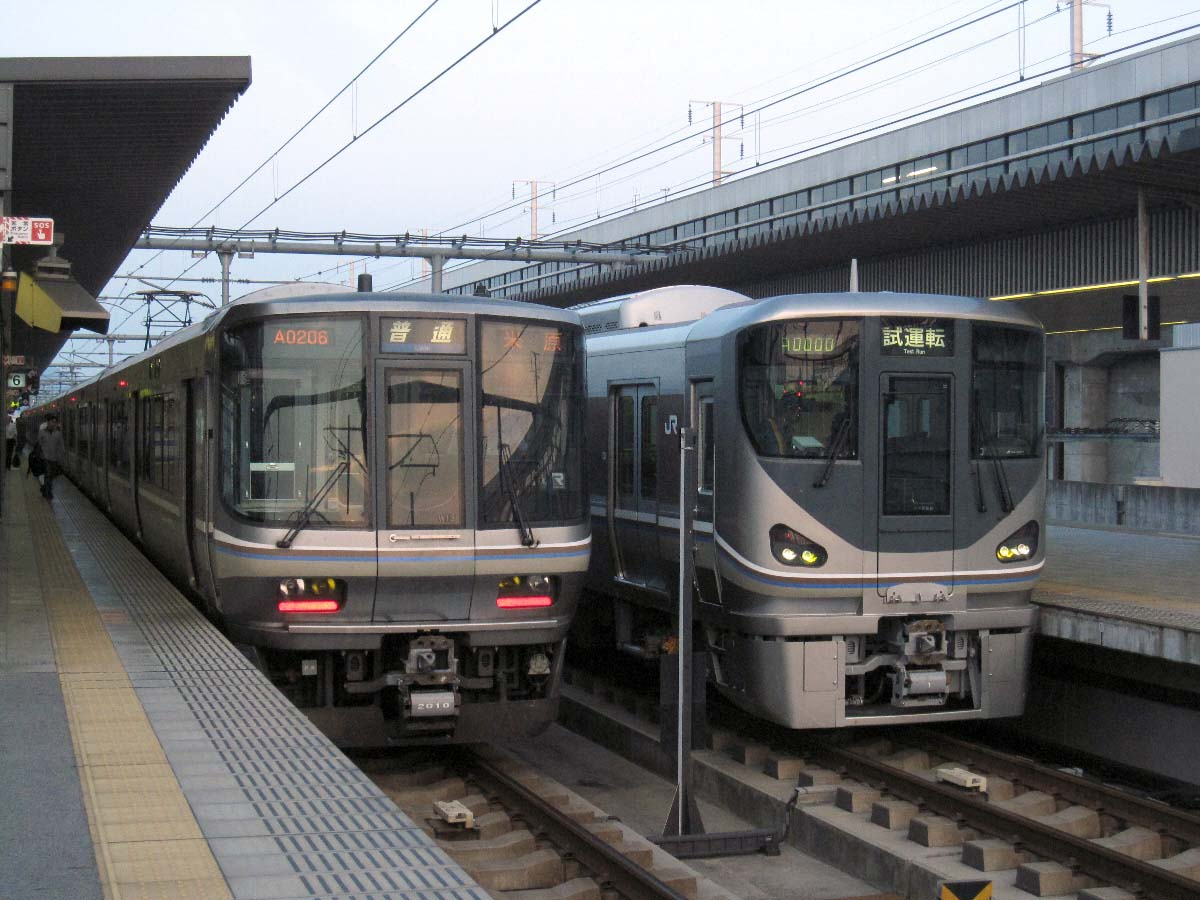
223系2000系（左）和225系0系（右），继承了葡萄色2號

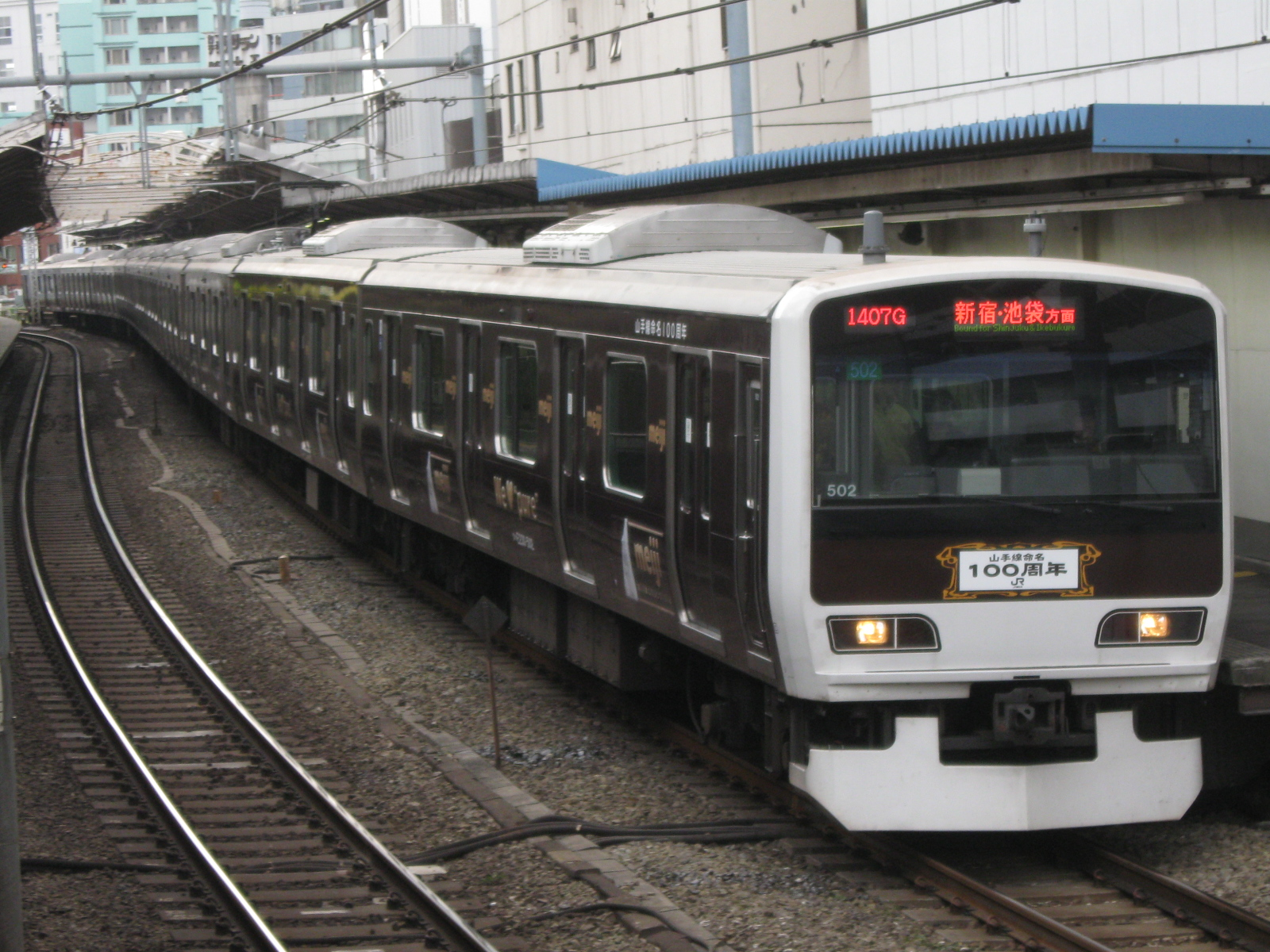
E231系列500系列包裹葡萄色2號纪念山手线命名100周年

葡萄色2號是日本國鐵制定的颜色名称之一。

## 概要
常见的颜色名称是“葡萄色”。孟塞尔值为“2.5YR 2/2”。